# Toxorhina juvenca
Toxorhina juvenca là một loài ruồi trong họ Limoniidae. Chúng phân bố ở miền Australasia.